# Tom De Mul
Pour les articles homonymes, voir Mul (homonymie).
Tom De Mul, né le 4 mars 1986 à Kapellen en Belgique, est un footballeur international belge qui joue au poste de milieu droit.

## Carrière

### En club
Formé au GBA en Belgique qu'il quitte à 16 ans pour l'Ajax Amsterdam, il fait sa première apparition avec l'équipe première le 25 janvier 2004. En 2005, il est prêté une saison à Vitesse Arnhem avant de revenir à l'Ajax Amsterdam. En 2007, à l'issue de l'Euro espoir, il est transféré au FC Séville pour une somme estimée à 5 millions d'euros, pour un contrat de 5 ans.
Mais Tom De Mul fait assez rapidement savoir qu'il désire quitter le club espagnol car il joue trop peu, barré au même poste par l'international espagnol Jesus Navas. Il entre alors en pourparlers avec le club belge du KRC Genk. Les trois parties tombent finalement d'accord pour un prêt de 6 mois.
À Genk, Tom De Mul joue tous les matchs dans leur intégralité. Il forme un très bon duo d'attaquants avec Stein Huyzegems puisqu'il marque 3 buts et donne 4 passes décisives lors des 8 premiers matchs et toutes les actions impliquent les deux hommes. Le contraste avec l'équipe nationale est total puisque Tom souffre de la cuisse lorsqu'il est appelé à défendre la Belgique contre la Bosnie le 28 mars et le 1er avril, les deux seuls matchs officiels de l'équipe national du deuxième tour.
Le 30 juillet 2010, le site internet du FC Séville indique qu'il a prêté Tom De Mul au Standard de Liège pour une saison avec option. De Mul explique ce choix:"(...)Je suis très content parce que pour moi le plus important c'est de jouer. Je veux accumuler les minutes de jeu et à Séville ma situation était devenue très compliquée(...)". Il était en concurrence au poste de milieu droit avec le champion du monde espagnol Jesus Navas. Malheureusement, des problèmes aux adducteurs le tiennent éloigné des terrains, lors de la saison 2010-2011, il n'a pas pu jouer pour le Standard. À la suite de cette longue indisponibilité, le FC Séville le libère de tout contrat.
En 2014, à l'âge de 28 ans, Tom De Mul décide de mettre fin à sa carrière de joueur à la suite de ses nombreux problèmes médicaux.

### En équipe nationale
Il est international belge espoir et participe au championnat d'Europe Espoirs 2007, atteignant les demi-finales. En 2008, il atteint la quatrième place des Jeux olympiques de Pékin avec la sélection nationale belge espoir.